# Don Corleone
Don Vito Corleone je fiktivní postava z románu Kmotr od Maria Puza. Ve filmu jej hrál Marlon Brando, ve druhém dílu si pak mladší ztvárnění Vita Corleone zahrál Robert de Niro.

## Specifikace
Don Vito Andolini Corleone se narodil ve vesnici Corleone na Sicílii, jeho původní jméno bylo Vito Andolini. Vzhledem k tomu, že jeho otec ve sporu zabil člena mafie, Vitova matka a Vitův bratr byli zabiti a dvanáctiletý Vito byl nucen emigrovat do USA, kde žil v New Yorku u rodiny Abbandandových. Pracoval spolu se synem rodiny, Gencem v obchodu pana Abbandanda. Později je vyhozen. Dává se dohromady se zlodějíčky Clemenzou a Tessiem, nejprve spolu vykradou několik nákladních automobilů vezoucích hedvábné šaty. O peníze tímto vydělané však projeví zájem člen Černé ruky Fanucci. Vito mu zaplatí, poté jej však zabije. Jeho vliv ve čtvrti tímto roste, začíná vydělávat slušné peníze, získává si přátele. Poté se přestěhuje na Long Beach. Je postřelen jedním z irských gangsterů. Po zotavení buduje ilegální organizaci založenou na hazardních hrách a v době prohibice na pašování alkoholu. Jeho rodina se stává nejmocnější v New Yorku. Podruhé je postřelen Sollozem, který věří, že se poté dohodne s jeho synem Santinem na obchodu s drogami. Opět se zotavuje a předává vedení familie svému synovi Michaelovi. Umírá při hraní s vnukem na zahradě, když náhle dostal infarkt.

## Děti
- Santino Corleone („Sonny“ – anglicky „synek“) – nejstarší syn.
- Fredericco Corleone – prostřední syn.
- Michael Ritzi Corleone – nejmladší syn
- Constanzia (Connie) Corleonová, dále Rizziová – román začíná její svatbou s Carlem Rizzim.
- poloadoptivní syn Tom Hagen

## Citát
- „Advokáti s aktovkami dokáží nakrást víc peněz než stovka chlapů s revolvery.“
- „Udělám mu nabídku, jakou nebude moci odmítnout“
- „Muž, který netráví čas se svojí rodinou, není pravý muž.“